# Uroballus octovittatus
Uroballus octovittatus là một loài nhện trong họ Salticidae.
Loài này thuộc chi Uroballus. Uroballus octovittatus được Eugène Simon miêu tả năm 1902.